# Axel Melchior
Alexander „Axel“ Melchior (* 21. Oktober 1981 in Mödling) ist ein Politiker der Österreichischen Volkspartei (ÖVP). Vom 23. Oktober 2019 bis zum 23. Oktober 2024 war er Abgeordneter zum Nationalrat.
Von Jänner 2020 bis Dezember 2021 war er Generalsekretär und Mediensprecher der ÖVP.
Davor war er drei Jahre lang als Bundesgeschäftsführer der ÖVP tätig gewesen. Er war von 2009 bis 2013 Generalsekretär der Jungen Volkspartei.

## Werdegang
Melchior ist in Tribuswinkel und Sooß in Niederösterreich aufgewachsen und ist im Gymnasium Biondekgasse in Baden zur Schule gegangen, wo er 2000 maturiert hat. Danach leistete Melchior, der vor allem unter dem Namen Axel Melchior bekannt ist, seinen Präsenzdienst beim österreichischen Bundesheer und begann ein Studium der Wirtschaftswissenschaften an der Wirtschaftsuniversität Wien.
Von 2000 bis 2010 hat Melchior in der Gesellschaft für Europapolitik gearbeitet, anschließend wechselte er 2010 in das Team von Sebastian Kurz. Von 2010 bis 2013 war er Generalsekretär der Jungen Volkspartei, als der er auch 2013 den Wahlkampf von Kurz für die Nationalratswahl 2013 leitete. Kurz bekam bei dieser Wahl über 50.000 Vorzugsstimmen und war somit der erfolgreichste Kandidat. Anschließend an den Wahlkampf koordinierte Melchior für Kurz 2013 die Regierungsverhandlungen. Im Dezember 2013 wechselte Melchior dann in das Bundesministerium für Europa, Integration und Äußeres und wurde dort im Büro von Kurz stellvertretender Kabinettschef. Als Melchior dann 2017 die Aufgabe des Bundesgeschäftsführers in der Bundeszentrale der ÖVP übernahm, war er mit den Wahlkampfleitungen der Nationalratswahlen in den Jahren 2017 und 2019 sowie dem EU-Wahlkampf 2019 betraut.
Aufgrund des Wechsels von Karl Nehammer ins Innenministerium wurde Axel Melchior Anfang 2020 als dessen Nachfolger Generalsekretär der ÖVP, Gaby Schwarz wurde Stellvertreterin. Nach dem Rückzug von Sebastian Kurz aus der Politik wurde Karl Nehammer neuer Bundesparteiobmann der ÖVP. Melchior zog sich auf eigenen Wunsch aus dem Amt des Generalsekretärs zurück, und daraufhin folgte ihm Laura Sachslehner als Generalsekretärin nach. Im Team von Karl Nehammer ist Axel Melchior aber weiterhin als Abgeordneter. Im Februar 2022 wurde sein Wechsel als Kommunikator zur IGO Industries des Industriellen Klaus Ortner bekannt.
Melchior lebt in Baden, ist verheiratet und vierfacher Vater.